# Королева ангелов (роман)
«Королева ангелов» (англ. Queen of Angels) — научно-фантастический роман 1990 года, написанный американским писателем Грегом Биром. В 1991 году он был номинирован на премии «Хьюго», «Кэмпбелл» и «Локус». За ним последовало продолжение «/», также известное как «Slant».

## Сюжет
«Королева ангелов» описывает наш мир как раз перед бинарным тысячелетием (2048 г. н. э.) через несколько параллельных (и в некоторой степени взаимосвязанных) историй. Нанотехнологии преобразили почти все аспекты американского общества, а их применение в психологии, психиатрии и нейробиологии привело к появлению новых методов ментальной «терапии», которые создали новые формы социальной стратификации. Всё чаще людей «лечат»: «с помощью «нанотерапии» они превращаются в хорошо интегрированных личностей, способных к продуктивной работе и конструктивному социальному взаимодействию, которое не угрожает общественному порядку. Терапевтируемые люди получают доступ к лучшим рабочим местам. Есть ещё два класса: «высокие натуралы», которые обладают таким позитивным умственным складом, что им не нужна никакая терапия, и «нетерапевты», которые оказываются всё более маргинализированными.
Центральный объединяющий элемент включает в себя известного писателя Эммануэля Голдсмита, который совершил ужасную серию убийств, преступление, почти неслыханное в век терапии. Одна сюжетная линия касается Мэри Чой, высокоразвитого детектива полиции, назначенного на дело, чтобы выследить и арестовать убийцу. Мэри — трансформ, поскольку она решила значительно изменить своё тело с помощью нанотехнологий, чтобы улучшить свои способности как женщины-полицейского, а также по эстетическим причинам.
Вторая сюжетная линия касается Ричарда Феттла, хорошего друга убийцы, также нетерапевтичного писателя, который должен смириться с тем, что случилось с его другом, и с тем, как должны измениться жизни его художников и всех нетерапевтичных. Третья сюжетная линия касается Мартина Берка, пионера в психотерапии, который использует технику, позволяющую ему напрямую проникать и взаимодействовать с психологией пациента, «Страной разума», через своего рода виртуальную реальность. Несмотря на то, что он был опозорен в начале истории, доктор Берк получает возможность использовать свою технику, чтобы исследовать разум Голдсмита, который оказывается одним из самых захватывающих и опасных разумов, которые только можно себе представить.
Наконец, четвертая сюжетная линия рассматривает природу искусственного интеллекта, поскольку космический зонд-робот ИИ обнаруживает жизнь на планете в системе Альфа Центавра и одновременно достигает своего собственного независимого самосознания, как и его близнец на Земле.
Роман затрагивает вопросы технологий, идентичности, природы правосудия и существования сознания и души. Королева ангелов, действие которой происходит в 2047 году, была написана незадолго до создания первого веб-сайта в 1991 году и описывает глобальную сеть, основанную на обмене текстами (своего рода супер USENET), тогда как продолжение, «Slant», действие которого происходит в 2055 году и написано в 1997 году после появления Всемирной паутины, описывает глобальную сеть, которая необъяснимым образом изменилась, напоминая огромную общую виртуальную реальность.
Также в романе есть «Гражданский надзор», квазиправительственное агентство, которое собирает данные о гражданах: медицинские, финансовые, юридические. Оно также собирает информацию из общедоступных источников, таких как видеокамеры с распознаванием лиц, и имеет возможность отслеживать людей. Местные полицейские органы могут обратиться в Гражданский надзор с просьбой провести расследование в отношении конкретного лица, и Гражданский надзор может предоставить или не предоставить запрошенную информацию в зависимости от своей интерпретации «Поправки Рафкинда».

## Цикл книг
Королева ангелов
- Королева ангелов / «Queen of Angels» (1990)
- «Головы» / «Heads» (1990)
- «Двигая Марс[англ.]» / «Moving Mars» (1993)
- «Наклон» / «Slant» (1997)